# Mats Hellstrand (författare)
Mats Hellstrand, född 1949, är en svensk författare bosatt i Sala, Västmanland. Han har socionomexamen samt masterexamen i folkhälsovetenskap.

## Biografi
Mats Hellstrand är uppvuxen i Västerfärnebo och har bott mesta tiden i Karbenning, Norbergs kommun. Sedan år 2013 bor han i Sala. Yrkesmässigt har han arbetat inom Landstinget Västmanland, numer Region Västmanland, främst med folkhälsofrågor.
Inom kulturområdet har folkmusiken varit en följeslagare. Han är sedan bildandet år 2005 musikant i folkmusikbandet Westmannafolk.